# Maxwell Montes
I Maxwell Montes, o monti Maxwell (dal nome del matematico e fisico scozzese James Clerk Maxwell), sono un massiccio montuoso particolarmente prominente situato sulla superficie del pianeta Venere. Il massiccio comprende le vette più elevate dell'intero pianeta; a tratti, esso raggiunge gli 11 km di altitudine rispetto al livello topografico di riferimento citereo e si trovano nel continente Ishtar Terra. Il massiccio si erge per circa 6.4 km in altezza verso Est sul Lakshmi Planum, e si estende su un'area ampia circa 850 per 700 km. A causa della sua elevazione, il massiccio montuoso è il più freddo del pianeta (circa 380°C) e contemporaneamente quello con la pressione atmosferica minore (circa 45 bar).
Mentre il versante occidentale del massiccio è molto ripido, i suoi pendii orientali digradano lentamente verso la regione di Fortuna Tessera, caratterizzata da un terreno fortemente frammentato.
La conformazione del territorio della regione dei monti Maxwell suggerisce che la loro origine sia da attribuirsi a forti compressioni della crosta venusiana.
La riflessione al radar dei monti Maxwell risulta particolarmente elevata; questo aspetto risulta comune alle elevate altitudini, dacché la pressione, la temperatura e la chimica dell'atmosfera citerea variano in maniera notevole con l'altezza, ed il materiale responsabile di questo ritorno luminoso è probabilmente stabile in una gamma di circostanze atmosferiche presente a determinate quote. I dati radar hanno portato ad avanzare l'ipotesi che la regione sia ricca di pirite.
Una profonda scanalatura avvolge varie crepe larghe chilometri, ed è attraversata da colate laviche provenienti dal vicino bacino vulcanico del cratere Cleopatra; ciò denota la più giovane età geologica della caldera rispetto al territorio circostante.

## Storia
La densa atmosfera venusiana ha sempre impedito l'osservazione visuale della superficie, spingendo gli astronomi ad utilizzare metodi radar per sondarla; nel 1967 scienziati del Radiotelescopio di Arecibo di Puerto Rico scoprirono un esteso altopiano, rivelatosi, in seguito, appunto un'alta catena montuosa, che prese il nome di Maxwell Montes. Nel 1978, la sonda Pioneer Venus 1, giunta in orbita attorno al pianeta, aiutò gli astronomi a creare la prima mappa topografica della superficie citerea, confermando che all'interno dei Maxwell Montes si trovasse il punto più elevato sul livello medio altitudinale di riferimento.
Il massiccio prese il nome dal matematico James Clerk Maxwell, che sviluppò fra l'altro le equazioni per l'elettromagnetismo, ponendo le basi anche per la futura invenzione del radar, come detto fondamentale per lo studio di Venere. Il nome, in origine dato da Ray Jurgens nel1970 su sollecitazione di Thomas Gold, fu approvato a Working Group per la Nomenclatura dei Sistemi Planetari dell'Unione Astronomica Internazionale (IAU/WGPSN) tra il 1976 il 1979.

## Curiosità
- I monti Maxwell sono l'unica formazione topografica di Venere a portare un nome maschile; tutte le altre formazioni del pianeta, ad eccezione delle macroregioni di Alfa Regio e Beta Regio, sono contraddistinte da un nome femminile[7].